# Плоткин, Михаил Владимирович
Михаи́л Влади́мирович Пло́ткин (чаще Ми́ша Плоткин; 20 апреля 1944, Москва — 1 мая 2021, Москва) — советский музыкальный администратор, российский продюсер. Администратор вокально-инструментальных ансамблей (ВИА) «Весёлые ребята», «Самоцветы», «Лейся, песня» (также сооснователь), основатель и художественный руководитель ВИА «Надежда».

## Биография

### Ранний период
Миша Плоткин родился 20 апреля 1944 года в Москве в еврейской семье.
В 1958 году 14-летнем возрасте был занят в одном из спектаклей цыганского театра «Ромэн», где его отец играл на бубне.
В 1964 году в двадцатилетнем возрасте начал работать на эстраде в качестве рабочего сцены у популярного юмористического дуэта Шуров и Рыкунин. Также работал у Бориса Амарантова, был заведующим постановочной частью и затем директором в ансамбле танца «Сувенир».
Во второй половине 1960-х годов работал в коллективе певца Эмиля Горовца в качестве технического работника. В обязанности Плоткина входило: рассылка билетов, учёт финансов, транспорт, гостиницы, качественный звук (при полном отсутствии в то время фонограмм) и многое другое. Работа с Горовцом закончилась в 1970 году с началом неофициальной антисемитской кампании на телевидении и радио — когда Сергей Лапин был назначен на пост председателя Государственного комитета по радио и телевещанию при Совете Министров СССР, и Горовец начал готовиться к отъезду в Израиль.

### Начало самостоятельной деятельности. «Весёлые ребята», «Самоцветы», «Лейся, песня»
Летом 1969 года Плоткин организовал по Тюменской области тур цирковой труппы, в которой познакомились цирковой артист Миколас Орбакас и его будущая жена певица Алла Пугачёва, выступавшая в качестве аккомпаниатора-тапёра. Там же Пугачёва исполняла несколько собственных песен под рояль либо, в отсутствии рояля, под аккордеон. В той же программе работал артист цыганского театра «Ромэн» Николай Сличенко.
В сентябре 1970 года по рекомендации известного организатора концертов Феликса Каца начал работать в вокально-инструментальном ансамбле «Весёлые ребята» как технический работник — но фактически выполнял функции администратора.
В 1973 году Миша Плоткин перешёл в вокально-инструментальный ансамбль «Самоцветы». Ансамбль поставил в это время неофициальный рекорд на советской эстраде, дав 124 сольных концерта за один месяц. Музыканты ансамбля зарабатывали до 1000 рублей в месяц. Руководитель «Самоцветов» Юрий Маликов вспоминал об этом относительно непродолжительном для Плоткина периоде:
Миша, которого мы пригласили к себе администратором, был для нас добрым гением. Он одним из первых в нашей стране понял, что из обычного эстрадного концерта надо делать шоу. Если в каком-то зале была плохая аппаратура, он добивался, чтобы её заменили на хорошую. Всегда весёлый, в тонусе, Плоткин умеет быть смешным на трезвую голову и своими сочными шутками поднимает всем настроение.
В 1974 году Миша Плоткин вместе с гитаристом Валерием Селезнёвым создали в Кемеровской филармонии новый вокально-инструментальный ансамбль «Лейся, песня», в котором стали соруководителями.

### «Надежда»
В 1975 году ансамбль «Лейся, песня» из-за внутреннего конфликта раскололся на две части. Часть коллектива, включая солиста Владислава Андрианова, осталась под тем же названием вместе с Селезнёвым, другая часть, включая солиста Игоря Иванова, вместе с Мишей Плоткиным ушла в созданный Плоткиным в Ставропольской филармонии вокально-инструментальный ансамбль «Надежда». Спустя десятилетия Иванов говорил о своём продюсере: «Плоткин за полгода раскрутил „Лейся, песню“ донельзя, ему надо памятник поставить, но некоторые принижают то, что он сделал».
Ансамбль был назван «Надеждой» по одноимённой песне Александры Пахмутовой и Николая Добронравова — поскольку его репертуар состоял главным образом из песен этого тандема. Впоследствии визитной карточкой ансамбля стала песня Пахмутовой и Добронравова «До отправленья поезда осталось пять минут». Дебют ансамбля состоялся весной 1976 года в Театре эстрады. В «Надежде» в разное время работали многие музыканты: гитаристы Алексей Белов, Владимир Кузьмин, композиторы и аранжировщики Александр Клевицкий и Олег Каледин, солисты Алексей Кондаков, Николай Носков, Игорь Браславский, Татьяна Рузавина и Сергей Таюшев (также играл на бас-гитаре), Нина Матвеева, Валентин Бурштейн, Александр Мураев, Надежда Кусакина и другие. В 1988 году ансамбль «Надежда» прекратил своё существование.
Певица Людмила Шабина, работавшая в «Надежде» в 1976—1979 годах, называла Плоткина «гениальным организатором и администратором». Николай Носков, который работал в «Надежде» всего около полугода, спустя десятилетия вспоминал о Плоткине амбивалентно, но с симпатией:
Я туда [в «Надежду»] пришёл, мне Плоткин на ушко: «Готовь сашкины песни». Барабасы — они же всё ставят как в шахматах. Ты вроде поднимаешься, и для того, чтобы ты назад смотрел — тебе всё время подставляют кого-то, кто тебя может заменить. <…> Но Миша Плоткин — ему можно сказать огромное спасибо за это, — он всё-таки музыкантам давал выразиться: Вовка Кузьмин писал какие-то песни, приносил, и Миша их брал. Я пел песню Вовки Кузьмина!
Людмила Барыкина, которую Миша Плоткин пригласил к себе в «Надежду» из «Магистрали», рассказывала, что он часто ходил на репетиции других коллективов и искал для себя хороших музыкантов, и называла его «человеком очень творческим».
Ушедший из «Надежды» со скандалом Алексей Кондаков говорил, что Плоткин «начал раскрываться в „Надежде“ как режиссёр-постановщик, и у него нормально это получалось. Он прекрасно танцевал. Чувство ритма у него хорошее». «Он <…> всегда был за „Надежду“. Он раскручивал этот брэнд, боролся за своё собственное имя. <…> Он работал в „Надежде“ и за „Надежду“ глотку грыз».
Во время работы в «Надежде» Миша Плоткин окончил факультет режиссёров эстрады и массовых представлений Государственного института театрального искусства имени А. В. Луначарского.
В начале 1980-х годов Плоткина не пустили с концертами в Афганистан и отказали в премии Московского комсомола. У Миши Плоткина не было ни одного звания и ни одной государственной награды.

### Эмиграция в США и возвращение в Россию
В 1994 году Плоткин вместе с больной матерью и братом Львом эмигрировал в США, где занимался организацией концертов российских артистов — эмигрантов и приезжих. Им в том числе были организованы американские гастроли Ирины Аллегровой, Ефима Шифрина, юбилейный тур Эмиля Горовца, шоу Аллегровой-Шуфутинского-Шифрина в Town Hall в Манхэттене. После смерти брата Миша Плоткин с матерью вернулся в Россию.
В 2004 году бывшие участники ВИА «Надежда» Александр Мураев и Олег Каледин возродили ансамбль и зарегистрировали его название в Российском авторском обществе как товарный знак на себя — без Плоткина, который стал с ними судиться. В поддержку Плоткина выступила Александра Пахмутова:
Имя Плоткина останется в истории музыкальной культуры Советского Союза. Оно там давно. Нас связывало многое — совместная работа и дружба. Это всё было в самые лучшие годы нашей жизни. Плоткин — добрый, чистый человек. Не все сказали ему спасибо за то, что он очень многих исполнителей вывел на самые верха нашей эстрады. И ансамбль «Надежда», естественно, ассоциируется только с его именем. Если Михаилу Владимировичу нужно поставить всё на свои места, пусть поступает так, как считает нужным. В этом деле всё должно быть по-честному.
Александр Мураев впоследствии выпал из «Надежды», Олег Каледин остался её руководителем.

### Смерть
Миша Плоткин умер 1 мая 2021 года после перенесённого коронавируса. Похоронен на Востряковском кладбище Москвы.

## Семья
- Родители:
  - Отец — Владимир Михайлович Плоткин (28 августа 1914 — 25 октября 1960), музыкант[15], ученик Владимира Штеймана — основоположника советской школы игры на ударных инструментах. Работал в оркестре ВЦСПС, оркестре ВВС; последним местом работы был театр «Ромэн», где он выходил с бубном. Умер в возрасте 45 лет[16].
  - Мать — Ревека Гершевна Плоткина (10 марта 1915 — 5 февраля 2008).
- Братья:
  - Давид Владимирович Плоткин (1935—2003)[17], танцовщик, балетмейстер, хореограф.
  - Лев Владимирович Плоткин (23 февраля 1938 — 14 января 1998).

## Дискография
- 1975 — Вокально-инструментальный ансамбль «Лейся, песня». Г62-04905-6
- 1977 — «Это только начало». Вокально-инструментальный ансамбль «Надежда». С62-09625-6
- 1980 — «ВИА Ирапшн». Вокально-инструментальный ансамбль «Надежда». Г62-08139-40
- 1985 — «Карусель счастья». Ансамбль «Надежда». С62 22133 004
- ? — «Надежда» под руководством М. Плоткина. MEL CD 60 01541

## Награды
- Благодарность Министра культуры и массовых коммуникаций Российской Федерации (1 сентября 2005 года) — за многолетнюю плодотворную деятельность в области отечественного эстрадного искусства[18]

## Комментарии
1. ↑  Речь идёт о песне Владимира Кузьмина «Не уезжай». Сам Миша Плоткин говорил, что включение кузьминской песни в репертуар ансамбля «было большой смелостью в 70-е годы. Причём, я придумал интересный ход. В концерте её исполнял Игорь Иванов, а потом в „концерте после концерта“, я предлагал зрителям назвать песню, которую мы исполним на бис. Обычно публика кричала — „Не уезжай“. И я представлял нового солиста — Колю Носкова, который и исполнял эту песню. И непонятно было, чьё исполнение интересней…» (см.: Симонян Георгий. Будь благодарен за прошлое…: [Интервью с Михаилом Плоткиным]. Вокально-инструментальная эра (январь 2015). Дата обращения: 12 января 2017. Архивировано 18 января 2017 года.).